# Hogan Knows Best
Hogan Knows Best ist eine amerikanische Reality-TV-Show, die das Alltagsleben der Familie rund um Vater und Profi-Wrestler Terrence Gene Bollea alias Hulk Hogan begleitet. Premiere hatte die Serie am 10. Juli 2005 auf dem amerikanischen Fernsehsender VH1. In Deutschland lief die Serie seit dem 6. Juni 2006 auf dem Sender MTV. Am 26. November 2007 wurde bekannt, dass Linda die Scheidung eingereicht hat. Anschließend wurden keine weiteren Folgen mehr produziert.

## Staffeln

### Staffel 1
- 1.1 Brooke’s First Date

Hulk Hogan erlaubt seiner 17-jährigen Tochter Brooke, dass sie mit einem 22-jährigen Freund seines Sohnes Nick ausgehen darf. Doch einen Haken hat die Sache: Hulk bringt heimlich einen GPS-Sender an ihrem Auto an, damit er sie schön im Auge behalten kann. Doch das ist nicht alles: Ihr Bruder Nick fängt darauf an, seinem Vater alte Erinnerungen von seinem Freund zu erzählen. Wie etwa, dass er ein Brustwarzen-Piercing trägt, ein Partymensch ist und auch schon das ein oder andere Mal Strände für Homosexuelle mit ihm besucht hat.
- 1.2 Nick’s Girlfriend

Nick führt eine neue Beziehung, was seinem Vater nicht gefällt, da er zu viel Zeit mit ihr verbringt. Auf einem Autotuning-Treffen versucht er deshalb seinen Sohn mit einer anderen zu verkuppeln, doch der Versuch misslingt. Als die Familie beim heimlichen Durchsuchen von Nicks Zimmer auch noch Kondome findet, muss ein Familiengespräch her.
- 1.3. Brooke’s Big Break

Hulk gibt sein Bestes um seiner Tochter den Wunsch vom Popstar zu erfüllen, deshalb hat er ein Treffen mit einem Manager arrangiert. Als dieses wegen Unstimmigkeiten platzt gehts auf zur nächsten Chance, den Grammy Awards. Hulk meint, es sei eine gute Idee dort hinzugehen um Kontakte zu den Größen im Musikgeschäft zu schließen.
- 1.4 Wrestle Mania

WWE-Chef Vince McMahon besucht Hulk, um ihm die Nachricht zu überbringen, dass er in die WWE Hall of Fame aufgenommen wird. Hulk sagt natürlich ja zu dieser Einladung. Doch Vince will auch, dass Hulk bei Wrestlemania 21 noch einmal in den Ring steigt. Seine Familie ist, wegen ihrer Sorge um Hogan, darüber wenig glücklich.
- 1.5 Romantic Getaway

Hulk und Linda nehmen einen Urlaub und Kinder Brooke und Nick müssen sich nun von Ringer und Freund Brian Knobbs alias „Nasty Boy“ babysitten lassen. Probleme vorprogrammiert.
- 1.6 Versus City Hall

Die Familie Hogan zieht vor Gericht. Da sich ein Nachbar wegen der zu hohen Anzahl an Haustieren beschwert hat, hat sich der Gemeinderat eingeschaltet. Hulk und Linda sollen ein bis zwei Tiere zu viel besitzen und sie deshalb ins Tierheim geben. Am Ende der Episode wird erwähnt, dass später ein Gericht zugunsten von Familie Hogan entschieden hat.
- 1.7 Hulks Hobbys

Nach Jahren aktiver Wrestlingkarriere überkommt Hulk die Langeweile, weil er nur noch selten in den Ring steigt. Frau Linda und seine Kinder versuchen, ein neues Hobby für ihren Vater zu finden.

### Staffel 2
- 2.1 Brooke wird selbstständig (Brooke Breaks Away)

Brooke regt sich darüber auf, dass sie zu Hause keine Ruhe und Privatsphäre hat. Sie verlangt von Hulk, dass sie alleine in eine eigene Wohnung zieht. Hulk geht darauf ein und lässt sie mit einer Freundin in das Strandhaus der Familie ziehen, allerdings nicht ohne sie dennoch zu überwachen.
- 2.2 Kids Get A Reality Check

Nachdem Hulk die Kreditkartenrechnungen sieht, besteht er darauf, dass sie selber Geld verdienen. Als Druckmittel gibt’s kein Telefon, Internet und Fernsehen mehr. Stattdessen sollen sie kellnern gehen.
- 2.3 Family Vacation

Familie Hogan begibt sich auf den alljährlichen Urlaubstrip nach Key West. Angekommen, begibt sich Brooke auf eine Erkundungstour. Als sie nicht zurückkommt, bekommen Terry und Linda Angst, dass etwas passiert sein könnte.
- 2.4 Nick Gets The Bug

Nick will seinem Vater beruflich folgen und strebt eine Karriere als Profiwrestler an. Hulk, der das nicht gerne sieht, hofft, seinem Sohn den Gedanken durch besonders hartes Training austreiben zu können. Eine sehr gute Folge für WWE-Fans, da man einen Einblick hinter die Kulissen der Wrestler bekommt. Es sind Stars wie Batista, John Cena, Big Show in dieser Folge vertreten.
- 2.5 Hogans Go Hollywood

Hogan wagt sich nach Hollywood, um dort in dem Film Little Hercules den Zeus zu spielen. Darüber hinaus hat er es geschafft, dem Rest seiner Familie ebenfalls kleine Rollen zu beschaffen. Als er einen 26-Jährigen aus der Film-Crew dabei erwischt, wie er sich an die 17-jährige Brooke heranmacht, dreht er durch.
- 2.6 Anniversary Surprise

Hulk und Linda haben ihren 22. Hochzeitstag. Linda möchte deswegen Gesellschaftstänze lernen, doch Hulk sträubt sich dagegen. Aber zuletzt haben sie dann doch getanzt.
- 2.7 The Hogan Boyfriend Test

Brooke bringt ihren „Freund“ Jerry mit nach Hause, der selbst Musiker ist und ihr bei den Vorbereitungen für eine Aufführung helfen soll. Hulk vermutet mehr dahinter. Das bedeutet für Jerry, dass er sich speziellen Prüfungen unterziehen muss, mit denen Hulk herausfinden will, ob er es wert ist, seine Tochter zu daten.
- 2.8 Twilight of A God

Nach einem blutigen Match bei Summerslam 2005 gegen Shawn Michaels bemerkt Hulk, dass es mit seiner Karriere als Profiwrestler langsam bergab geht. Er sucht nach neuen Wegen, um erfolgreich zu bleiben, und wirbt mit seinem Namen für verschiedene Produkte.
- 2.9 Rent-A-Guru

Linda fühlt sich lethargisch und zu dick. Sie denkt, dass ihr Hulks Ratschläge nicht weiterhelfen, und heuert daher einen New-Age-Guru an, um der gesamten Familie einen gesunden Lifestyle zu verpassen. Der Guru versucht nicht nur, den Inhalt des Kühlschranks auszutauschen, sondern schlägt der gesamten Familie auch eine Darmspülung vor. Höchste Zeit für Hulk, dem Spuk ein Ende zu machen.
- 2.10 Monkey Business

Es gibt Ärger, als Linda einen Baby-Affen mit nach Hause bringt, da Hulk nichts von der kleinen Überraschung wusste. Das Tierchen erweist sich jedoch als weit größerer Unruhestifter als erwartet.
- 2.11 Nick’s Growing Pains

Nick wird 15 und fährt ohne Fahrlehrer mit seinem Auto durch die Gegend. Dabei treibt er es zu bunt und bekommt Schwierigkeiten mit der Polizei.
- 2.12 Brooke Signs A Record Deal

Nachdem sie nahezu ein ganzes Jahr nach einem Musikproduzenten gesucht hat, hat Brooke endlich einen interessanten gefunden. Es stellt sich jedoch die Frage, ob er auch die Ansprüche von Hulk erfüllt.
- 2.13 Brooke’s Video Dreams

Obwohl Brooke einen mehrere Millionen Dollar schweren Plattenvertrag unterschrieben hat und sich neuerdings sogar einen eigenen Tanz-Choreographen leistet, findet sie, dass ihre Eltern ihr Leben bestimmen. Da kommt ihr der 18. Geburtstag gerade recht, um – wie sie meint – endlich mehr Verantwortung für sich zu übernehmen!

### Staffel 3
- 3.1 The Big Move

Um Brookes Musik-Karriere effektiver unterstützen zu können, lassen die Hogans alle Freunde und Erinnerungen zurück und ziehen nach Miami Beach. Vor Ort angekommen, muss die Familie feststellen, dass das neue Domizil noch lange nicht bezugsfertig ist.
- 3.2 Hogans on the High Seas

Hulk wird 57 und die Familie plant die besten Familienferien ever! Für Hulk wird ein Trip auf einem Ausflugsboot aufgrund seiner Bekanntheit zum puren Horror.
- 3.3 Brooke Faces the Music

Brookes neuer Tagesplan lässt sie verzweifeln und sie ist bald so weit, dass sie glaubt, nicht mehr zu können. Als ihr Produzent beginnt, an ihrem Einsatzwillen zu zweifeln, schaltet Hulk sich ein.
- 3.4 Koshermania

Nachdem die Hogans in ihrer alten Heimat immer wieder Probleme mit ihren Nachbarn hatten, hoffen sie nun, in Miami Beach auch den nachbarschaftlichen Frieden zu finden. Aus diesem Grund entscheidet Linda, eine Grillparty zu schmeißen – mit nicht bedachten Folgen!
- 3.5 Brooke’s Dating Game

Auch wenn Hulk es gar nicht gerne sieht, wenn Brooke sich mit Jungs trifft, erklärt er sich einverstanden, mit Linda und Nick eine interessante Wette einzugehen: Wer organisiert das beste Date für Brooke?
- 3.6 Superfan

Hulk stellt sich für ein außergewöhnliches Gewinnspiel zur Verfügung: Der Gewinner der The Biggest Fan Competition darf ihn in Miami treffen. Anders als es sich der Glückliche erhofft, gibt es keinen soften Talk mit Hulk, sondern eine knallharte Runde im Ring.
- 3.7 Qué Vas Hacer, Hermano! (Whatcha Gonna Do, Brother!)

Um sich besser in ihre neue Umgebung einfügen zu können, schlägt Linda vor, dass die komplette Familie Spanisch lernen soll. Doch Hulk hat da so seine Bedenken.
- 3.8 Brooke Bares All

Obwohl Brooke kurz vor ihrem ersten großen Konzert steht, hat sie vor allem eine Sorge: Ihre Eltern funken für ihren Geschmack zu oft dazwischen! Die Lage wird besonders heikel, als die FHM Brooke eine Titelstory mit Coverbild anbietet und vor allem Hulk mit allen Mitteln versucht, das Shooting zu verhindern.
- 3.9 Nick in the Driver’s Seat

Nick will semiprofessioneller Drift-Car-Racer werden. So weit klappt auch alles ganz gut. Als sein Auto aber kurz vor der Prüfung beschädigt wird, kommt er mächtig ins Schwitzen und bittet Hulk um Hilfe.
- 3.10 Knobs Invades

Die Hogans sind in Miami mittlerweile so richtig angekommen. Zeit, alte Freunde einzuladen. Als Hulks Kumpel Brian Knobs auf einen Besuch hereinschneit, scheint zunächst alles wunderbar. Als er aber beginnt, dieselben dreckigen Witze zu machen wie früher, ist die Gastfreundschaft schnell wieder verflogen.
- 3.11 Hulkamania Forever

Eigentlich dachte Hulk, dass das Wrestling-Geschäft für ihn beendet sei. Als ihn aber WWE-Chef McMahon bittet, seinen Vertrag um weitere 20 Jahre zu verlängern, und ihn sogar persönlich promoten will, kommt Hulk ins Grübeln.
- 3.12 The Canine Mutiny

Linda bemerkt, dass die Haustiere seit dem Umzug nach Miami seltsam drauf sind. Woran das wohl liegen mag?

### Staffel 4
- 4.1 Wedlock Headlock

Hulk und Linda streiten sich fast die ganze Zeit. Auch Nick und Brooke leiden darunter, also machen Hulk und Linda eine „Ehe-Therapie“.
- 4.2 Brooke’s Bodyguard

Da Hulk arbeiten muss und Linda mit Nick reist, entschließt sich Hulk einen Bodyguard für Brooke zu beauftragen.
- 4.3 Hulk’s Extreme Makeover

Linda, Brooke und Nick finden, dass Hulk altmodisch aussieht. Also versuchen sie alles um Hulks Style zu verändern.
- 4.4 Keeping Up With Nick

Hulk und Nick haben nicht mehr ein so gutes Verhältnis zueinander, da Nick erwachsen wird und nur noch mit seinen Freunden abhängt. Hulk gefällt das nicht, also beschließt er mehr gemeinsame Interessen aufzubauen – angefangen von Hip-Hop-Musik über Instant-Messaging bis hin zu Autorennen fahren.
- 4.5 Hogan Knows Workouts

Linda fühlt sich zu dick, also möchte sie trainieren. Doch Linda möchte nicht mit Hulk trainieren, sondern sie möchte einen Personal Trainer. Das gefällt Hulk natürlich nicht.
- 4.6 Brooke’s Older Boyfriend

Linda und Hulk finden heraus, dass ihre Tochter ihnen etwas verheimlicht hat. Brooke hat einen neuen Freund. Klingt erstmal gar nicht so wild, wenn dieser nicht bereits 30 Jahre alt wäre! Hulks Plan, die Beziehung zu beenden, indem er Brookes Ex-Freund nach Hause einlädt, endet im Chaos. Denn jetzt hat seine Tochter gleich zwei Verehrer an der Backe.
- 4.7 Hogans Go West

Die Familie macht Urlaubspläne. Nun darf Linda entscheiden, wohin es gehen soll. Sie entscheidet sich für Wyoming auf einer Ranch.
- 4.8 Birds and the Bees

Da Nick ein echter Womanizer ist, denkt Hulk es wäre höchste Zeit mit ihm ein ernstes Mann zu Mann Gespräch zu führen. Nick nimmt Hulk aber nicht ernst, also gibt er Nick eine gemeine Aufgabe.
- 4.9 Hogans in Disguise

Brooke hat einen Auftritt in Orlando. Nick und Brooke wollen in einen Freizeitpark doch Hulk hat etwas dagegen, da jedes Mal bisher im Freizeitpark eine ganze Menschenmenge Autogramme wollten. Doch Nick hat eine fabelhafte Idee.
- 4.10 Brooke Breaks the Bank

Brooke gibt zu viel Geld für Shows, Klamotten und andere Dinge aus. Deswegen bringt Hulk ihr bei wie man mit dem Geld richtig umgeht.
- 4.11 Father of the Year

Hulk wird zum Father of the Year 2007 in New York. Doch vorher besucht er noch seine Mutter, die erst vor kurzem einen Schlaganfall hatte. Zwischen seiner Mutter und Linda kommt es zu leichten Streitereien.

### Staffel 5
„Die Hogans gönnen sich eine Pause nach Fertigstellung der 4.Staffel, da die 3. und die 4. Staffel an einem Stück gedreht worden waren. Nachdem wir genug Pause hatten, werden wir vielleicht eine 5. Staffel drehen.“

Aufgrund der Scheidung von Hulk und Linda, dem Umzug von Brooke wegen ihrer Musikkarriere von Miami nach Los Angeles und den Problemen um Nick, welcher zwischenzeitlich wegen eines Autounfalls in Untersuchungshaft saß, wird es keine 5. Staffel von Hogan Knows Best geben.